# Hydrolyse
Die Hydrolyse (von altgriechisch ὕδωρ hydor „Wasser“ und λύσις lýsis „Lösung, Auflösung, Beendigung“) ist formal gesehen die Spaltung einer chemischen Verbindung durch Reaktion mit Wasser. Formal wird bei der Reaktion ein Wasserstoffatom an das eine „Spaltstück“ abgegeben und die als Rest  verbleibende Hydroxygruppe wird an das andere Spaltstück gebunden. Die Rückreaktion der Hydrolyse ist eine Kondensationsreaktion. Wenn bei der Reaktion das Wasser nicht nur das angreifende Reagenz, sondern gleichzeitig auch das Lösungsmittel ist, zählt die Hydrolyse zu den Solvolysen.

## Hydrolyse chemischer Verbindungen
Allgemein gilt für die Hydrolyse einer Verbindung X-Y :
{\displaystyle \mathrm {{\color {Red}X{-}Y}\ +\ {\color {Blue}H{-}OH}\longrightarrow \ {\color {Red}X{-}}{\color {Blue}H}\ +\ {\color {Red}Y}{\color {Blue}{-}OH}} }

## Hydrolyse von Salzen
Abweichend von der oben genannten Definition wird der Begriff Hydrolyse auch benutzt, um Gleichgewichtsreaktionen von bestimmten Kationen und Anionen zu bezeichnen, die zu Veränderungen von pH-Werten in den basischen bzw. sauren Bereich führen, wenn Salze mit diesen Kationen und Anionen in Wasser gelöst werden. Solche Änderungen von pH-Werten wurden bereits Ende des 19. Jahrhunderts von Arrhenius beobachtet und wurden von ihm als Salzhydrolyse bezeichnet. Bei den Salzen handelte es sich um Salze, deren Kationen (z. B. Ammonium) sich als schwache Säuren bzw. deren Anionen (z. B. Carbonat) sich als schwache Basen verhalten können.
Siehe dazu Säure-Base-Konzept nach Arrhenius.

## Beispiele Hydrolyse organischer Verbindungen
- Hydrolyse von Fluorkohlenwasserstoffen.[5]
- Hydrolyse von Carbonsäurechloriden zu Carbonsäuren und Chlorwasserstoff[6]
- Hydrolyse von Benzylchlorid zu Benzylalkohol und Chlorwasserstoff[7]
- Hydrolyse von Calciumcarbid zu Acetylen und Calciumhydroxid[8]
- Hydrolyse von Carbonsäureamiden zu Carbonsäuren[9]
- Hydrolyse von Carbonsäureanhydriden zu Carbonsäuren[10]
- Hydrolyse von pflanzlichen oder tierischen Fetten zu Glycerin und Fettsäuren[11]
- Hydrolyse eines Carbonsäureesters zu Carbonsäure und Alkohol
- Hydrolyse eines Laktons zur entsprechenden ω-Hydroxycarbonsäure
- Esterhydrolasen katalysieren die Hydrolyse eines Enantiomers chiraler Ester zu Carbonsäure und Alkohol, das andere Enantiomer wird nicht hydrolysiert[12]
- Hydrolyse von Acetalen zu Aldehyden und Alkoholen[13]
- Hydrolyse von Ketalen zu Ketonen und Alkoholen[13]
- Hydrolyse von Grignard-Verbindungen[14]
- Hydrolyse von Isocyaniden[15]
- Hydrolyse von Isothiocyanaten[16]
- Hydrolyse von Nitrilen[17] über Carbonsäureamide zu Carbonsäuren
- Hydrolyse von Oximen zu Carbonylverbindungen (Aldehyde oder Ketone) und Hydroxylamin[18]
- Hydrolyse von Iminen zu Carbonylverbindungen (Aldehyde oder Ketone) und primären Aminen[18]
- Hydrolyse von Hydrazonen zu Carbonylverbindungen (Aldehyde oder Ketone) und Hydrazin[18]
- Hydrolyse von Orthocarbonsäureestern[19]
- Hydrolyse von Oxiranen[20][21]
- Partielle Hydrolyse von Peptiden, bei der nur einige Peptidbindungen gespalten werden[22]
- Hydrolyse bei Polyurethan[23]
- Hydrolyse von Sulfonylchloriden[24]
- Hydrolyse von Tetrachlorsilan zu Siliziumdioxid und Chlorwasserstoff[25]
- Hydrolyse von tert-Butylchlorid

Die meisten der oben aufgelisteten Hydrolysen laufen besser und schneller ab, wenn man die Reaktion im sauren oder basischen Medium durchführt, statt bei neutralem pH-Wert. Beispiele sind die saure Hydrolyse von  Estern, die die Umkehrreaktion zur Veresterung darstellt, sowie die im basischen ablaufende Verseifung.

## Enantioselektive Hydrolyse
Ester chiraler Carbonsäuren oder chiraler Alkohole können enantioselektiv unter dem Einfluss von Lipasen hydrolysiert werden. Dabei bilden sich enantiomerenreine Alkohole bzw. enantiomerenreine Carbonsäuren.
Analog lassen sich racemische Amide enantioselektiv in Gegenwart von Acylasen hydrolysieren. Das Verfahren wird industriell zur Herstellung der Aminosäure L-Methionin aus N-Acetyl-DL-methionin angewandt.

## Hydrolyse von Biomolekülen
Durch Hydrolyse werden viele Biomoleküle (z. B. Proteine, Disaccharide, Polysaccharide oder Fette) im Stoffwechsel in ihre Bausteine (Monomere) zerlegt, meist unter Katalyse durch ein Enzym (Hydrolase).
Eine wichtige Hydrolyse-Reaktion, die Proteinen Energie für mechanische Arbeit, Transportprozesse u. Ä. gibt, ist die Spaltung von ATP zu ADP und einem Phosphatrest.
Bei der Analyse der Aminosäurezusammensetzung von Proteinen werden gereinigte Proteine unter Luftausschluss und Temperaturen > 100 °C durch hohe Konzentrationen von Salzsäure hydrolysiert. Durch das Hydrolysat des Proteins kann – unter Kenntnis der jeweiligen Stabilität der freigesetzten Aminosäuren unter Standardbedingungen und deren Korrekturfaktoren – auf den Anteil der jeweils peptidisch gebundenen Aminosäure am Aufbau des Proteins geschlossen werden.